# La Ronde-Haye
La Ronde-Haye (ou La Rondehaye) est une ancienne commune française du département de la Manche et de la région Normandie, peuplée de 332 habitants, devenue commune déléguée le 1er janvier 2019 au sein de la commune nouvelle de Saint-Sauveur-Villages.

## Géographie
| Muneville-le-Bingard             | Vaudrimesnil  | Saint-Sauveur-Lendelin |
| Muneville-le-Bingard             | La Ronde-Haye | Saint-Sauveur-Lendelin |
| Muneville-le-Bingard, Ancteville | Ancteville    | Saint-Sauveur-Lendelin |

## Toponymie
Le nom de la localité est attesté sous les formes Rotunda Haia vers 1280, la Ronde Haie en 1326.
De l'adjectif oïl ronde et haie « bosquet, bois ».
Le gentilé est Rondéens.

## Histoire
Le village dépendait du domaine de Saint-Sauveur-Lendelin.
En 1790, c'est François-George Fauvel (1757-1816) dit la Feronnière qui représenta La Ronde Haye, dont il sera le maire jusqu'à sa mort le 9 août 1816, à l'assemblée primaire du canton de Saint-Sauveur-Lendelin.
La commune nouvelle de Saint-Sauveur-Villages est créée le 1er janvier 2019 après la fusion de Ancteville, Le Mesnilbus, La Ronde-Haye, Saint-Aubin-du-Perron, Saint-Michel-de-la-Pierre, Saint-Sauveur-Lendelin et Vaudrimesnil.

## Politique et administration
| Période                                                                               | Période       | Identité               | Étiquette | Qualité                                 |
| ------------------------------------------------------------------------------------- | ------------- | ---------------------- | --------- | --------------------------------------- |
| 1790                                                                                  | 1797          | François Fauvel        |           |                                         |
| 1797                                                                                  | 1797          | Antone Heuguet         |           |                                         |
| 1797                                                                                  | 1798          | Louis Laroze           |           |                                         |
| 1798                                                                                  | 1799          | François Fauvel        |           |                                         |
| 1799                                                                                  | 1800          | Thomas Leguédois       |           |                                         |
| 1800                                                                                  | 1816          | François Fauvel        |           |                                         |
| 1816                                                                                  | 1834          | Charles Laroze         |           |                                         |
| 1835                                                                                  | 1852          | Gilles Henry Bouillon  |           |                                         |
| 1852                                                                                  | 1865          | Jean-Baptiste Regnault |           |                                         |
| 1865                                                                                  | 1890          | Louis Desaint Denis    |           |                                         |
| 1890                                                                                  | 1904          | Frédéric Desaint Denis |           |                                         |
| 1904                                                                                  | 1922          | Alphonse Bouillon      |           |                                         |
| 1922                                                                                  | 1935          | Albert Giard           |           |                                         |
| 1935                                                                                  | 1949          | Pierre Ollivier        |           |                                         |
| 1949                                                                                  | 1989          | Émile Desaint Denis    |           |                                         |
| 1989                                                                                  | mars 2008     | Jean Daireaux          |           |                                         |
| mars 2008                                                                             | décembre 2018 | Denis Lenesley         | SE        | Salarié d'un groupe coopératif agricole |
| Une partie des données issue de l'ouvrage "601 communes et lieux de vie de la Manche" |               |                        |           |                                         |

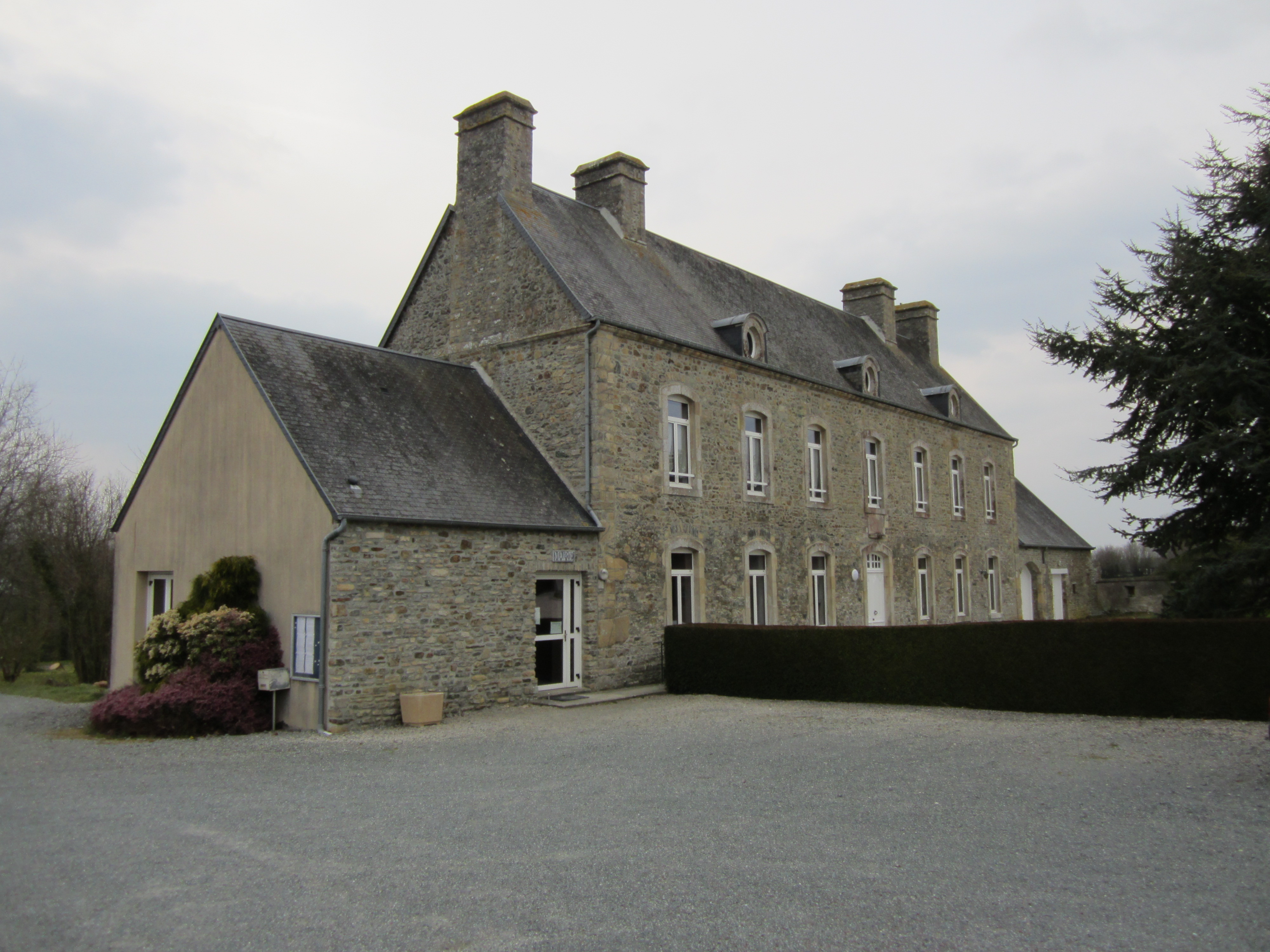
La mairie.

Le conseil municipal était composé de onze membres dont le maire et deux adjoints.
Le 1er janvier 2019, par arrêté préfectoral du 20 décembre 2018, La Ronde-Haye devient une commune déléguée au sein de la commune nouvelle de Saint-Sauveur-Villages. À l'issue des élections municipales de 2020, Saint-Sauveur-Villages sera représentée par 29 conseillers municipaux, répartis au prorata du nombre d’habitants, soit : douze pour Saint-Sauveur-Lendelin, quatre pour Vaudrimesnil, trois pour Le Mesnilbus, La Rondehaye et Ancteville, et deux pour Saint-Michel-de-la-Pierre et Saint-Aubin-du-Perron.
| Période                                  | Période      | Identité        | Étiquette | Qualité                                 |
| ---------------------------------------- | ------------ | --------------- | --------- | --------------------------------------- |
| janvier 2019                             | juillet 2020 | Denis Lenesley  | SE        | Salarié d'un groupe coopératif agricole |
| juillet 2020                             | En cours     | Florence Thomas | SE        | Assistante de service social            |
| Les données manquantes sont à compléter. |              |                 |           |                                         |

## Démographie
L'évolution du nombre d'habitants est connue à travers les recensements de la population effectués dans la commune depuis 1793. À partir du 1er janvier 2009, les populations légales des communes sont publiées annuellement dans le cadre d'un recensement qui repose désormais sur une collecte d'information annuelle, concernant successivement tous les territoires communaux au cours d'une période de cinq ans. 
Pour les communes de moins de 10 000 habitants, une enquête de recensement portant sur toute la population est réalisée tous les cinq ans, les populations légales des années intermédiaires étant quant à elles estimées par interpolation ou extrapolation. Pour la commune, le premier recensement exhaustif entrant dans le cadre du nouveau dispositif a été réalisé en 2004,.
En 2021, la commune comptait 332 habitants, en évolution de −7 % par rapport à 2015 (Manche : +0,44 %, France hors Mayotte : +2,49 %).
| 1793 | 1800 | 1806 | 1821 | 1831 | 1836 | 1841 | 1846 | 1851 |
| ---- | ---- | ---- | ---- | ---- | ---- | ---- | ---- | ---- |
| 990  | 880  | 879  | 809  | 736  | 709  | 675  | 693  | 700  |

| 1856 | 1861 | 1866 | 1872 | 1876 | 1881 | 1886 | 1891 | 1896 |
| ---- | ---- | ---- | ---- | ---- | ---- | ---- | ---- | ---- |
| 682  | 673  | 612  | 587  | 517  | 530  | 514  | 513  | 505  |

| 1901 | 1906 | 1911 | 1921 | 1926 | 1931 | 1936 | 1946 | 1954 |
| ---- | ---- | ---- | ---- | ---- | ---- | ---- | ---- | ---- |
| 448  | 480  | 466  | 422  | 423  | 420  | 405  | 419  | 431  |

| 1962 | 1968 | 1975 | 1982 | 1990 | 1999 | 2004 | 2009 | 2014 |
| ---- | ---- | ---- | ---- | ---- | ---- | ---- | ---- | ---- |
| 351  | 324  | 288  | 273  | 284  | 274  | 318  | 348  | 354  |

| 2018 | - | - | - | - | - | - | - | - |
| ---- | - | - | - | - | - | - | - | - |
| 346  | - | - | - | - | - | - | - | - |

## Lieux et monuments

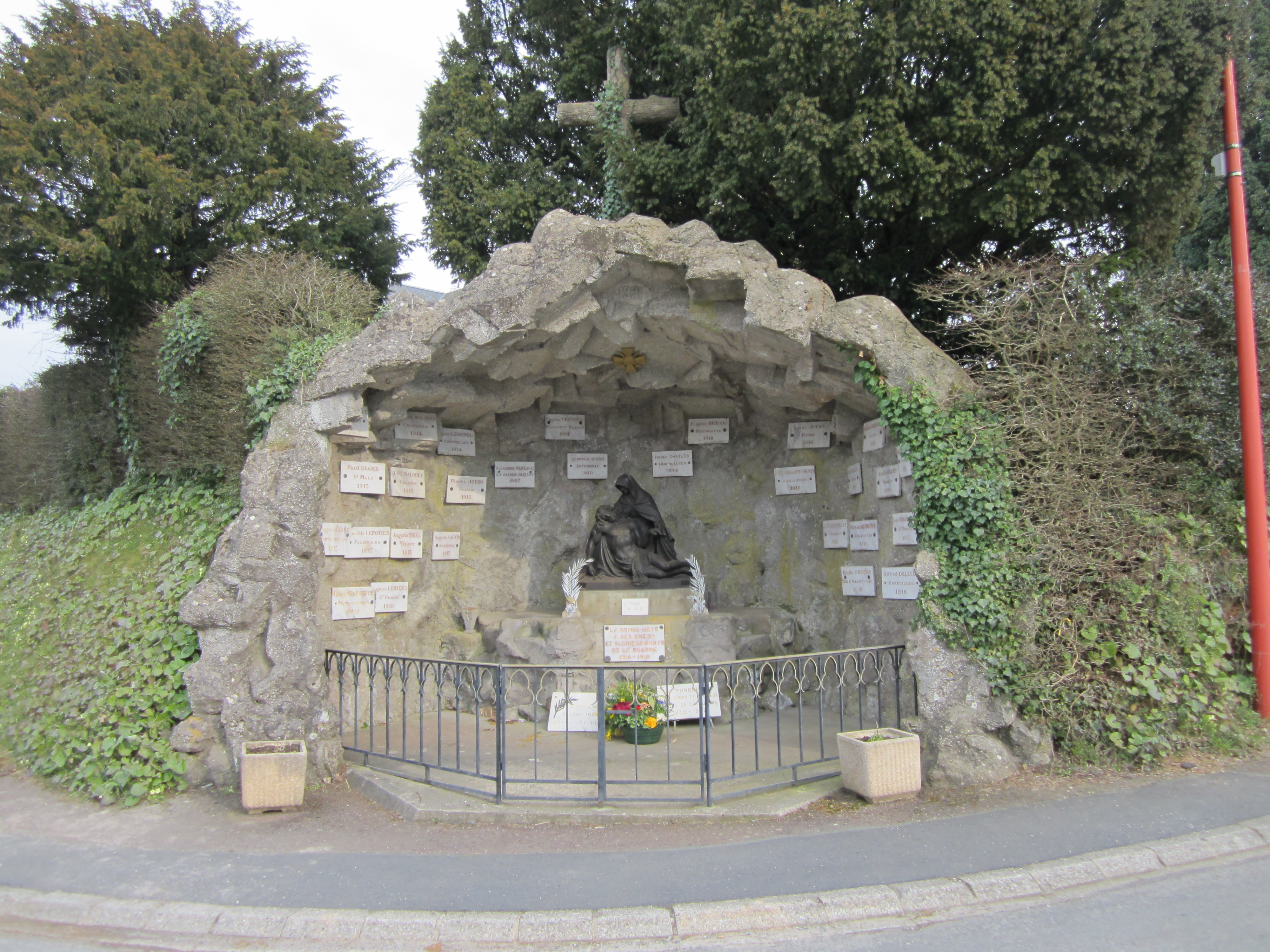
Le monument aux morts.

- Église Notre-Dame (XIIe, XVIe – XIXe siècle) avec des traces romanes. Elle abrite une Vierge à l'Enfant assise du XVe et un tableau du XVIIe La Toussaint inspiré de Rubens, classés au titre objet aux monuments historiques[17], ainsi qu'un buffet d'orgue et sa tribune (XIXe), un cadran solaire du XVIIe, un tableau Donation du rosaire à sainte Catherine et saint Dominique du XVIIIe et une verrière du XXe des ateliers Lorin.
- Fontaine de Notre-Dame.
- Croix de cimetière du XVIIe siècle.
- Calvaire de la Croix Jouin.
- Ancien moulin à eau au lieu-dit l'Yserand.
- Ancien presbytère (1742) reconverti en gîte communal.
- Monument aux morts de la Première Guerre mondiale réalisé à l'initiative de Pierre Violette (1874-1964), dernier curé de la Ronde Haye : il prend la forme d'une petite grotte avec accroché aux plafond des petites plaques gravées du nom d'un soldat mort aux combats. Une statue de pietà est disposée au milieu.

## Activité et manifestations
- Fête du cheval de trait le 15 août.